# Île du Lys
Pour les articles homonymes, voir Lys (homonymie).
L'île du Lys, également appelée île Petite Glorieuse, est une petite île inhabitée appartenant à l'archipel des îles Glorieuses et située dans l'océan Indien, au nord-ouest de Madagascar. L'archipel, faisant partie des Îles Éparses, un des districts des Terres australes et antarctiques françaises, est revendiqué par Madagascar et les Comores.

## Géographie
L'île du Lys est une petite île africaine située entre le Mozambique à l'ouest, les Seychelles au nord, Madagascar au sud-est et l'archipel des Comores au sud-ouest, baignée par le canal du Mozambique. L'île est située dans le nord-est de l'archipel des îles Glorieuses composé d'une autre île plus grande, l'île Grande Glorieuse, et de quelques rochers plus ou moins reliés entre eux à marée basse par un banc de sable.
De forme triangulaire avec 600 mètres de diamètre, l'île est intégralement entourée d'une barrière de corail délimitant un lagon faisant le tour de l'île en englobant également l'île Grande Glorieuse.
Soumise à un climat tropical et placée sur la trajectoire des cyclones tropicaux voire sur le lieu de formation de ces tempêtes tropicales, l'île est couverte d'une végétation peu dense.

## Histoire
L'île inhabitée a peut-être été découverte dès le VIIe siècle par des navigateurs malgaches ou arabes.
Comme la grande Glorieuse, elle est intégrée dans le Parc naturel marin des Glorieuses qui a été créé en 2012. 

### Prise de possession du gouvernement français
Le Réunionnais Hippolyte Caltaux résidant aux Seychelles et commerçant avec Madagascar sera le premier Européen à découvrir l'île du Lys ainsi que l'île Grande Glorieuse en 1878. Demandant une concession au ministère français des Colonies, ce dernier lui accorde le droit de les occuper « à ses risques et périls ». Il l'exploite malgré la pression de la marine britannique qui la convoite jusqu'à ce que la France ne se décide à reconnaître sa souveraineté sur l'île. Cette prise de possession est le fait du capitaine de vaisseau Richard, commandant du navire Primauguet, le 23 août 1892,. Rattachée administrativement à Mayotte trois ans plus tard, elle l'est à Madagascar à partir de 1912.
Hippolyte Caltaux va alors pouvoir exploiter pleinement les deux îles Glorieuses. En 1921, le commandant Lebegue qui visite l'archipel rapporte que « sur l'île du Lys, on trouve un dépôt de charbon, un tas de guano, et un troupeau de chèvres de 200 têtes environ. » L'exploitation de l'île du Lys sera abandonnée en même temps que celle de l'île Grande Glorieuse, en 1958 avec la fin de la concession. Intégrée dans une réserve naturelle en 1975, l'île du Lys est interdite aux touristes.
Initialement rattachée administrativement à Madagascar, l'île du Lys, tout comme les autres îles Éparses, est rattachée au ministère de l'Outre-mer et administrée par le préfet de la Réunion lorsque Madagascar obtient son indépendance en 1960,.
Une revendication sur cet archipel, autrefois rattaché au protectorat français de Madagascar, a été émise  par Madagascar en 1973.

### Rattachement aux Terres australes et antarctiques françaises
L'administration de l'île est confiée le 3 janvier 2005 à l'administrateur supérieur des Terres australes et antarctiques françaises en vue du rattachement des îles Éparses à ce territoire le 21 février 2007. L'île du Lys n'est organisée ni en région, ni en département, ni en commune, ni même en collectivité territoriale tout comme le reste des Terres australes et antarctiques françaises.
La France exerce des droits souverains sur les espaces maritimes adjacent à l'île, afin d'assurer la protection d'une biodiversité riche, des biens culturels et naturels ainsi que des ressources économiques dont elle a la responsabilité.
Du 27 octobre au 2 novembre 2013, dans le cadre de la lutte contre la pêche illicite en ZEE française, le patrouilleur de la Marine nationale française Le Malin effectue ainsi une reconnaissance sur l'île du Lys, permettant de confirmer que celle-ci est utilisée comme base arrière par des pêcheurs illégaux.